# Ewald Rudolf Stier

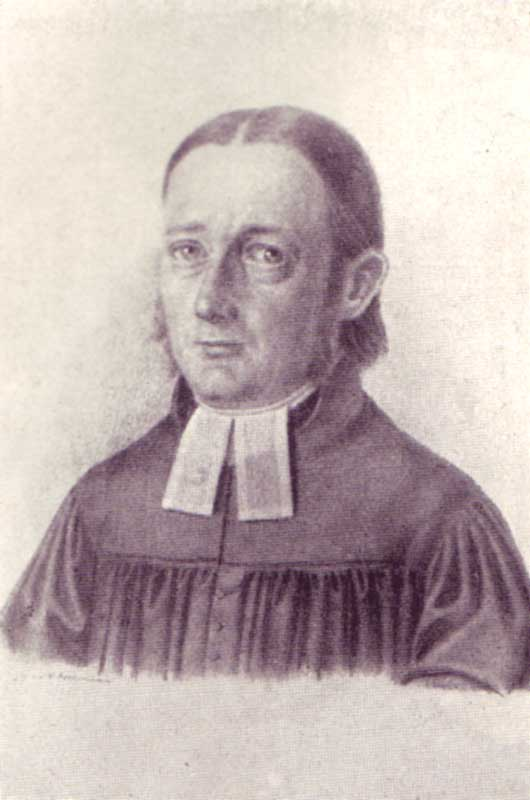
Ewald Rudolf Stier

Ewald Rudolf Stier (ook wel: Rudolf von Fraustadt; Fraustadt, 17 maart 1800 – Eisleben, 16 december 1862) was een Duits luthers theoloog en kerklieddichter.

## Biografie
De zoon van inspecteur Friedrich Ernst Stier (Góra, 29 september 1773-) en Johanna Christine (23 februari 1778 -), de dochter van Karl Georg Langer (-1821), had goede opleiding aan scholen in Tarnowskie Góry, Racibórz en Słupsk. Na het volgen van het gymnasium in Szczecinek had hij zich op 24 oktober 1815 aan de Humboldt-Universiteit te Berlijn ingeschreven als student rechtsgeleerdheid. Later besloot hij om theologie te gaan studeren. In Halle (Saale) zette Ewald Stier zijn studie voort van december 1818 tot maart 1819. Tot 1819 was Stier bestuurder van de Hallesche Burschenschaft. In oktober 1819 zette hij zijn studie theologie in Berlijn voort.
Hoewel hij geen theologie-examen heeft afgelegd, werd Stier in april 1821 lid van het Lutherhuis in Wittenberg. Vanaf juli werkte hij op het Schullehrerseminar in Kummetschen als leraar. In Bazel werd Stier in november 1824 leraar van een missiehuis. Na zijn wijding, die op 13 mei 1825 plaatsvond, gaf Ewald Stier hoofdzakelijk les in Oude en Nieuwe Testament, Hebreeuws, homiletiek en geschiedenis.
Het volgende jaar bracht hij in Wittenberg door zonder baan. In juli 1829 kreeg hij wel een baan als dominee van Frankleben en Runstädt. Van november 1838 tot maart 1847 was hij dominee in Barmen-Wichlinghausen. In 1846 ontving hij een eredoctoraat in de theologie van de Faculteit der Theologie van de Rheinische Friedrich-Wilhelms Universiteit in Bonn. Vanaf mei 1850 tot augustus 1859 was Ewald Rudolf Stier superintendent en opperpriester in Schkeuditz. Van augustus 1859 tot zijn dood voerde hij deze functies uit in Eisleben.
Stier die is opgegroeid in de bevrijdingsoorlog, heeft in Berlijn nauw contact gehad met Friedrich Ludwig Jahn. Hij werd enthousiast gemaakt door August Tholuck over de wedergeboorte. Hij treedt in 1818 in contact met de Berliner Kreis van Hans Ernst von Kottwitz (1757-1843), waar hij zich tot aanhanger van de Kirche der Altpreußischen Union ontwikkelde.

## Gezin
Stier trouwde tweemaal. Op 7 oktober 1824 trouwde hij in Wittenberg met Ernestine Franziska (27 september 1797 - Barmen, 30 april 1839), de dochter van theoloog Karl Ludwig Nitzsch. Uit het eerste huwelijk kwamen drie zonen en drie dochters. Zijn tweede huwelijk ging hij aan op 26 februari 1840 met Alwine Hopp (Freiburg, 1807 -). Van die kinderen werd Friedrich Ewald Ludwig Stier (Wittenberg, 22 april 1829 - Eisleben, 1 april 1894) hoofdpredikant in Eisleben en de oudste zoon Heinrich Christoph Gottlieb Stier (1825-1896) werkte als pedagoog, filoloog en historicus.

## Publicaties (selectie)
- Licht, das in die Welt gekommen (1827; MG 451)
- Evangelisches Gesangbuch oder Neu bearbeitete Sammlung alter und neuer Lieder zum kirchlichen Gebrauch (1835; 2e druk 1853; Braunschweig 1855) (online)
- Polyglotten--Bibel zum praktischen Handgebrauch (Bielefeld, 1864) (online)
- Taufe und Kindertaufe (Barmen, 1833) (online)